# Paris (musikgrupp)
Paris är en svensk indiepopgrupp, bildad i Stockholm i juni 2001.
Paris första spelning var på Hultsfredsfestivalens demoscen den 16 juni 2001. Gruppen utgav demoskivorna Greatest Hits 1 och 2 2001 och 2002 och fick därefter skivkontrakt med Look Left Recordings. 2003 utkom bandets debut-EP Les Amis De Paris och senare samma år släpptes debutalbumet Yellow Eden. Debuten följdes av Secrets on Tape (2005) och The Landlord Is Kind Enough to Let Us Have Our Little Sessions (2007). Inför den sistnämnda hade Oskar Kvant ersatt Johan Efraimsson på trummor.

## Medlemmar
Senaste
- Oskar Kvant – trummor
- Annika Mellin – sång, gitarr, keyboard
- Emma Nylén – sång, keyboard, gitarr
- Mattias Svensson – bas

Tidigare
- Johan Efraimsson – trummor

## Diskografi

### Album
- 2003 – Yellow Eden
- 2005 – Secrets on Tape
- 2007 – The Landlord Is Kind Enough to Let Us Have Our Little Sessions

### EP
- 2003 – Les Amis De Paris
- 2012 – From Paris to Pluto

### Singlar
- 2003 – Disco Fever
- 2003 – Rainy Day in London
- 2003 – Streetlights
- 2004 – Hey Sailor!
- 2005 – Captain Morgan
- 2005 – 60 Minutes
- 2007 – When I Laid My Eyes on You